# 源尊
源尊（げんそん、生没年未詳）は、鎌倉時代頃の巨勢派の画僧。父は源慶。

## 経歴
- 建保5年（1217年）、父の没後、宅磨良賀と大和国（現在の奈良県）當麻寺の当麻曼荼羅を完成させた。
- 寛元元年（1243年）、隆円、院承と中宮御産所の七仏薬師法の本尊制作に参加した。

## 参考資料
- 田中省造「絹の荘園 浦荘と当麻曼荼羅」郷土研究発表会紀要第32号